# Корнелия Сципиона
Корне́лия Сципио́на (лат. Cornelia Scipionis; умерла в 18 году до н. э.) — древнеримская аристократка, дочь Корнелия Сципиона Помпониана, участника африканской кампании Гая Юлия Цезаря в 47—46 годах до н. э., и Скрибонии Либоны. Падчерица императора Октавиана Августа и сестра его единственной дочери, Юлии.

## Биография
Корнелия Сципиона, через бабку и прабабку по отцовской линии, возводила своё происхождение к Публию Корнелию Сципиону Эмилиану, разрушителю Карфагена.
Сохранившиеся письменные источники дают очень мало сведений о жизни Корнелии. Известно только, что она была замужем за консулом-суффектом 34 года до н. э. Павлом Эмилием Лепидом и имела от него двух сыновей — Марка и Луция, так же, как и их отец, ставшими впоследствии ординарными консулами, и дочь, Эмилию. Скончалась Корнелия в 18 до н. э., в год консульства Публия и Гнея Корнелиев Лентулов.
По гипотезе, выдвинутой крупным британским антиковедом Р. Саймом, отцом Корнелии был некий Корнелий Сципион, якобы консул-суффект в 35 году до н. э., а родным братом — ещё один Корнелий Сципион, ординарный консул 16 года до н. э. и коллега по должности Луция Домиция Агенобарба, знатного плебея и будущего деда императора Нерона. Однако, согласно позже найденной надписи, полное имя консула-суффекта 35 года до н. э. звучит как Публий Корнелий Долабелла, что доказывает неправильность этой версии.